# 메이크 잇 위드 유
《메이크 잇 위드 유》(영어: Make It with You)는 2020년 방영된 필리핀의 드라마이다. ABS-CBN에서 방송하는 2020년 필리핀 로맨틱 코미디 드라마 TV 시리즈이다. 캐시 가르시아 몰리나 감독이 연출하고 엔리케 길, 리자 소베라노가 주연을 맡았다. 이 시리즈는 스타를라를 대체하여 2020년 1월 13일부터 3월 13일까지 네트워크의 프라임타임 비다(Primetime Bida) 저녁 블록과 더 필리피노 채널을 통해 전 세계적으로 방영되었다.

## 출연진
- 엔리케 힐 - 가브리엘 "가보" 비야리카
- 라이사 소베라노 - 벨린다 "빌리" 디마기바

## 같이 보기
- ABS-CBN의 텔레비전 드라마 목록